# Аллюодия густая
Аллюодия густая (лат. Alluaudia dumosa) — вид суккулентных растений рода Аллюодия (Alluaudia) семейства Дидиереевые (Didiereaceae), произрастающий на территории южного Мадагаскара.

## Название
Родовое латинское (научное) название Alluaudia дано в честь Шарля Аллюо (фр. Charles Alluaud, 1861—1949) — французского исследователя и энтомолога.
Видовой эпитет dumosa переводится как «кустарник» в связи с характерным обликом и формой роста.

## Описание

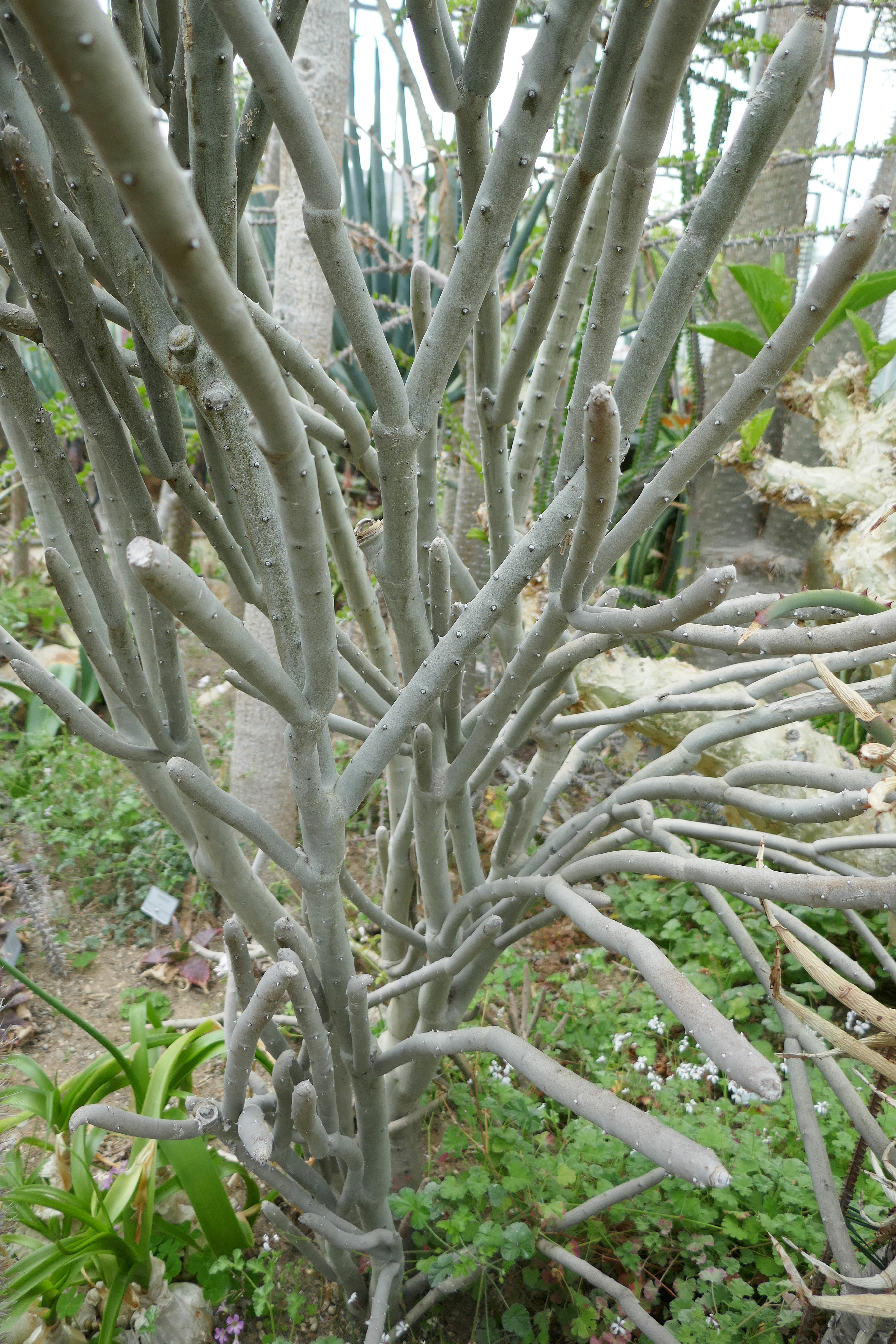
Габитус

Медленно растущее суккулентное дерево или крупный кустарник, произрастающий в колючих лесах южного Мадагаскара. Взрослые растения могут достигать высоты до 25 футов (7,62 м) и ширины до 15 футов (4,57 м) в дикой природе, но в культуре они могут достигать высоты до 10 футов (3,04 м) и ширины до 4 футов (1,21 м). Стебли в основном безлистные, цилиндрические, удлиненные, серо-зеленого цвета, могут быть прямыми или изогнутыми и редко покрыты небольшими колючками.
Небольшие соцветия кремово-белых цветков появляются на ветвях в определенное время года. Эти растения являются двудомными, то есть на отдельных растениях встречаются мужские и женские цветки.

## Таксономия
Alluaudia dumosa (Drake) Drake, первое упоминание в Bull. Mus. Hist. Nat. (Paris) 9: 37 (1903).

### Синонимы
Гомотипные (основанные на одном и том же номенклатурном типе):
- Didierea dumosa Drake (1903)